# Creu de Pedra (Alforja)
La Creu de Pedra és una creu de terme d'Alforja (Baix Camp) situada al camí de Sant Antoni, a l’inici del coll d'Alforja, a uns 300 m del poble, prop d’un barranc.
És una creu gòtica tardana, construïda probablement l'any 1609, com indica una inscripció a la seva base, fou destruïda l'any 1936, a causa de la Guerra Civil espanyola, i va ésser restaurada l'any 1947, com assenyala una inscripció a la columna. La creu s'alça sobre una base feta de pedres.